# Charles Hepworth Holland
Charles Hepworth Holland, né le 30 juin 1923 à Southport en Angleterre et mort  le 26 décembre 2019, est un géologue britannique et ancien professeur de géologie et minéralogie au Trinity College de Dublin de 1966 à 1993. Il a également été président de la Geological Society of London de 1984 à 1986.

## Œuvre bibliographique
Holland est l'auteur de plus de 150 articles et de trois ouvrages scientifiques :
- The Idea Of Time, WileyBlackwell, 1999  (ISBN 0-47198545-7) ;
- The Irish Landscape: A Scenery to Celebrate, Dunedin Academic Press, Edinburgh, 2003  (ISBN 1-903765-20-X) ;
- The Geology of Ireland (avec Ian S. Sanders), Dunedin Academic Press, Edinburgh, 1re édition 1981, 2de édition 2009  (ISBN 9-78190376571-5).